# Hwang Hye-youn

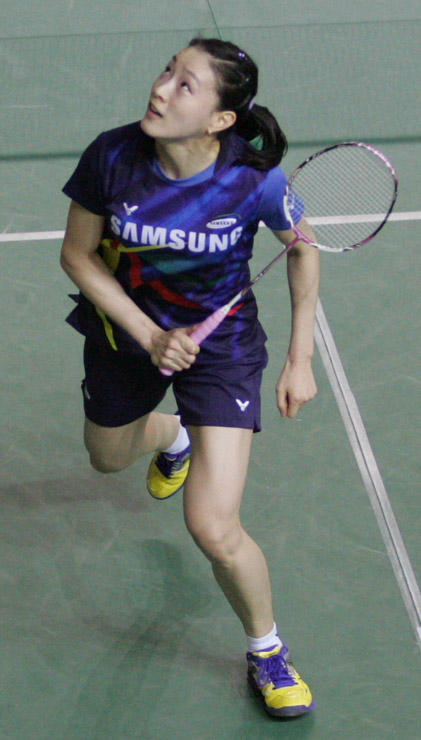

Hwang Hye-youn (koreanisch 황혜연; * 3. April 1985) ist eine Badmintonspielerin aus Südkorea.

## Sportliche Karriere
Hwang Hye-youn gewann die Bronzemedaille im Dameneinzel bei den Asienspielen 2006. Mit dem südkoreanischen Team wurde sie Dritter beim Sudirman Cup 2007, Uber Cup 2008 und Zweiter beim Sudirman Cup 2009. Bei der Swiss Open Super Series 2007, der Malaysia Super Series 2007 und der Singapur Super Series 2008 schied sie dagegen schon im Viertelfinale aus. Bei der All England Super Series 2008 schaffte sie es bis ins Halbfinale.

## Sportliche Erfolge
| Saison | Veranstaltung          | Disziplin   | Platz | Name           |
| ------ | ---------------------- | ----------- | ----- | -------------- |
| 2006   | Asienspiele            | Dameneinzel | 3     | Hwang Hye-youn |
| 2007   | Sudirman Cup 2007      | Team        | 3     | Südkorea       |
| 2008   | Uber Cup 2008          | Team        | 3     | Südkorea       |
| 2008   | Romanian International | Dameneinzel | 1     | Hwang Hye-youn |
| 2009   | Sudirman Cup 2009      | Team        | 2     | Südkorea       |